# Felipe Altube
Felipe Altube (* 13. September 1917 in Tucumán; † unbekannt) oder Rául Felipe Altuve – dem Namen, mit dem er regelmäßig in den argentinischen Quellen genannt wird – war ein argentinischer Fußballspieler auf der Position eines Stürmers, der mit insgesamt 94 Treffern zu den besten Torjägern aller Zeiten in der mexikanischen Primera División zählt.

## Leben
Altube startete seine fußballerische Laufbahn beim Club Central Norte, einem Verein aus seiner Heimatgemeinde Tucumán. 1937 stieß er zum Club Atlético Rosario Central, für dessen erste Mannschaft er jedoch nur zwei Spiele absolvierte, weil er meistens für die zweite Mannschaft auflief, für die er insgesamt 17 Tore erzielte.
1938 kehrte er zu Central Norte zurück, wechselte ein Jahr später zu Atlético Concepción und 1940 zu Barracas Central. Für den seinerzeitigen Drittligisten erzielte er in 42 Spielen ebenso viele Treffer und erregte die Aufmerksamkeit des Zweitligisten Club Almagro, für den er jedoch nur zu 4 Einsätzen (2 Tore) kam. Anschließend kehrte Altube zu Barracas Central zurück und wurde Torschützenkönig in der dritten Liga. Wegen seiner überzeugenden Leistungen wurde er vom ehemaligen Ligakonkurrenten und Aufsteiger El Povenir verpflichtet, der als Drittligameister den Aufstieg in die zweite Liga errungen hatte. Mit 45 Treffern für den Club El Porvenir wurde Altube Torschützenkönig der Zweitligasaison 1944. Zu Beginn des Jahres 1945 wurde Altube von Gimnasia y Esgrima La Plata verpflichtet, für die er jedoch nur 6 Spiele absolvierte, in denen er 4 Treffer erzielte.
Unmittelbar nach der ernüchternden Auftaktniederlage zur Saison 1945/46 am 19. August 1945 (3:10 gegen Atlante) reagierte das Management des neu in die mexikanische Profiliga aufgenommenen CD Tampico mit der Verpflichtung neuer Spieler, die vorwiegend aus Argentinien kamen. Einer von ihnen war Felipe Altube, der seine ersten beiden Tore am 14. Oktober 1945 bei der 3:5-Niederlage beim CD Oro erzielte und dem sein zweiter Doppelpack bereits im nächsten Spiel (2:3 gegen San Sebastián de León) am 21. Oktober gelang. Zwei Treffer in einem Spiel waren keine Seltenheit für den torgefährlichen Argentinier.
Sein erster „Dreier“ in Mexiko gelang ihm am 7. Februar 1946 in einem Auswärtsspiel bei Atlante; ausgerechnet jenem Verein, der durch die Demütigung der Tampiqueños zu Saisonbeginn vielleicht dafür verantwortlich war, dass Altube überhaupt im Land der Azteken spielte. Die Begegnung mit den Potros war zugleich ein Duell gegen den mexikanischen Superstar Horacio Casarín, der in diesem Spiel ebenfalls drei Treffer erzielte. Nachdem Altube für die 3:1-Pausenführung seiner Mannschaft gesorgt hatte, hielt Casarín die Atlantistas mit seinen Treffern im Spiel und konnte in der 70. Minute zum 3:3 ausgleichen. „Matchwinner“ für Atlante war dann letztendlich der Uruguayer Roberto Scarone, der in der 90. Minute den Endstand von 4:3 per Elfmeter herstellte.
Zum Saisonabschluss am 16. Juni 1946 gelangen Altube in einem Heimspiel gegen den Club América (5:3) sogar vier Tore, mit denen er die Anzahl seiner Treffer in dieser Saison auf 25 hochschraubte.
Noch erfolgreicher verlief für ihn die Saison 1947/48, die er mit 28 Toren abschloss. Seine erfolgreichsten Spiele in dieser Saison waren das 5:0 über Guadalajara am 15. Februar 1948, in dem ihm (durch seine Treffer zum 3:0, 4:0 und 5:0 zwischen der 77. und 83. Minute) innerhalb von nur sechs Minuten ein lupenreiner Hattrick gelang, sowie das 4:3 über Moctezuma am 7. März 1948, zu dem er alle Treffer seines Teams beisteuerte.
Zur Saison 1948/49 wechselte er zum Hauptstadtverein Asturias, kehrte aber bereits nach einem Jahr nach Tampico zurück und erzielte beim 6:2-Sieg nach Verlängerung gegen den Club San Sebastián de León in der ersten Runde des Pokalwettbewerbs der Saison 1950/51 fünf Treffer, wodurch Altube der erfolgreichste Torjäger dieses Wettbewerbs wurde.